# 傑克·基恩
傑克·基恩（英語：Jake Kean；1991年2月4日—）是一位英格蘭足球運動員。在場上的位置是守門員。他現在效力於英格蘭足球冠軍聯賽球隊布萊克本流浪者足球俱樂部。他也代表英格蘭U20國家隊參賽。

## 外部連結
- 足球数据库：傑克·基恩的球员统计数据
- TheFA.com profile （页面存档备份，存于）